# Benjamin Kaufmann
Benjamin Kaufmann (* 14. Juni 1997) ist ein österreichisch-deutscher Fußballspieler.

## Karriere
Kaufmann begann seine Karriere beim FC Hard. Nachdem er beim FC Wolfurt gespielt hatte, ging er 2011 in die AKA Salzburg. Sein Profidebüt fürs Farmteam FC Liefering am 6. Spieltag 2015/16 gegen den SC Wiener Neustadt. 
In der Saison 2015/16 kam er auch für die U19 des FC Red Bull Salzburg in der UEFA Youth League zum Einsatz.
Zur Saison 2016/17 wechselte er zum Ligakonkurrenten SC Austria Lustenau, bei dem er einen bis Juni 2018 gültigen Vertrag erhielt.
Im Jänner 2017 wurde er an den Regionalligisten SV Seekirchen 1945 verliehen. Zur Saison 2018/19 wechselte er nach Deutschland zum siebtklassigen TSV Berg.